# Las Áñez
Las Áñez es un dúo musical colombiano conformado por las gemelas Juanita y Valentina Áñez Rothmann en 2013.

## Carrera profesional
Las Áñez se conforma en 2013 en Bogotá mientras todavía están en la universidad estudiando música. Las gemelas, desde muy jóvenes, cantaban a dos voces la música que escuchaban en casa. Sus padres las inscribieron en clases de música al notar su interés, a pesar de que ellos no eran músicos.Recuerdan como influencia a Mercedes Sosay posteriormente a Jonny Greenwood.
Estudiaron música, especializándose en jazz en la Universidad Javeriana. Su primera canción, "Semillas", fue creada con un pedal de loops. Esta canción aparece en el disco "Silbidos". También hacen parte del grupo Bituin, en donde comparten con otros músicos. Su primer disco es su trabajo de grado de la universidad.

### Estilo musical
Su estilo musical incluye folclor latinoamericano, sonidos electrónicos y minimalistas, aunque la influencia de sus estudios de jazz las lleva a explorar diversidad de géneros. Buscan crear atmósferas con sus voces.Sus temas reflexionan desde la feminidad, lo que les ha valido distinciones como ser la canción más importante del 2022 en emisoras como Radiónica. Se ha calificado su show como sublime e hipnótico y sus voces como cristalinas y armonías.Sus ritmos van del son jarocho al joropo, pasando por la jota carupanera en discos como Reflexión (2020).

### Presentaciones en vivo y colaboraciones
En las presentaciones en vivo pueden verse figuras geométricas y animaciones minimalistas.Usan vestuarios de Karin Rothmann. Han tocado en diversos escenarios de Europa y América, donde su primer concierto fuera de Colombia, de donde son originarias, fue en Uruguay.
En sus discos han colaborado Lido Pimienta y El Cholo Valderrama.Asimismo, han tocado con Andrea Echeverri, Edson Velandia, Marta Gómez y Aterciopelados. Han tocado para las Sesiones RTVC, el Sistema de Medios Públicos de Colombia.Su primera colaboración fue hecha con Marta Gómez, a quien la contactaron luego de verla en un concierto en la Biblioteca Luis Ángel Arango. La colaboración con Lido Pimienta ocurrió luego de un concierto de Andrea Echeverri, donde las gemelas hacían los coros para ella en el Festival Equal, festival en el que Pimienta también participó y las invitó a tocar la canción "Nada". Hicieron los coros del DVD Reluciente, Rechinante y Aterciopelado de Aterciopelados en 2015. 
Su música hace parte de producciones como la serie "Cien años de soledad" (2024) y películas como "Nosotras" (2023) de Emilce Quevedo.

### Premios y distinciones

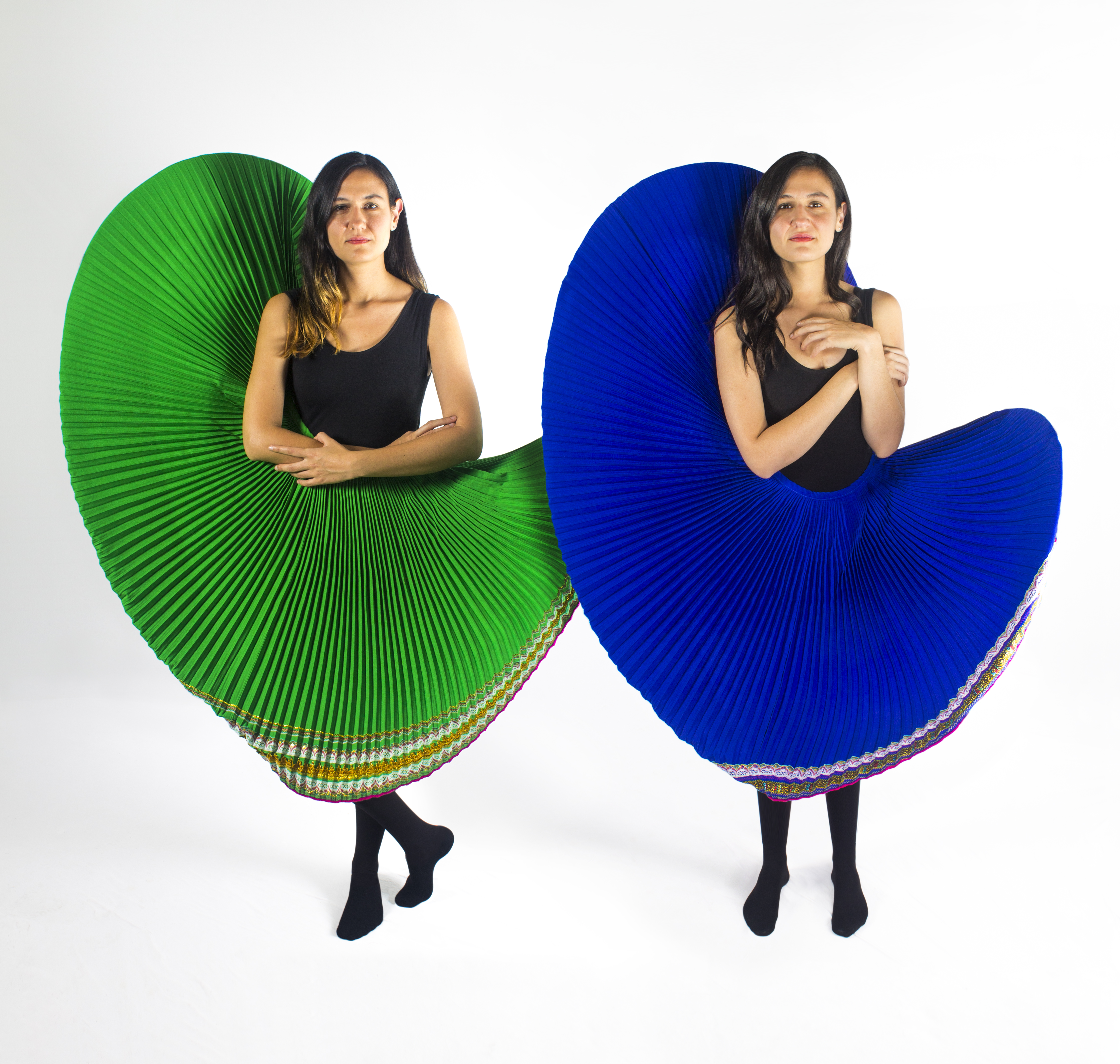
Las Áñez. Fotografía de Andrés Garzón para "Al aire".

Entre los principales premios y distinciones que han obtenido y recuerdan particularmente se encuentra:
- Canción más importante del 2022 en Radiónica por "De curvo cuerpo".[8]
- Mejor álbum, Ministerio de Cultura de Colombia en 2017 y Nuevas Joyas Premio Esmeralda en 2020. [17]
- Mejor música de la película "Niña Errante" en el Tallin Black Nights Film Fest en 2018.[17][2][6]
- Premios de composición Ibermúsicas - Iberoamérica en 2018 y 2019.[17]
- Premios de composición de IDARTES en Bogotá, 2013 por "Mi Muñeca" y 2022 por "Canción de Amor".[17]
- Mejor canción de cuarentena de IDARTES en 2020, por el video "Señal del Viento".[18][17]
- Concurso Nacional Otto de Greiff en 2015, por el álbum "Silbidos".[17]
- Nominadas a mejor canción de folclor a los Premios Nuestra Tierra.[19]

### Discografía
Fragmento de "De curvo cuerpo" del disco "Paralelas" (2023). 

#### Álbumes
- Silbidos (2017).
- Al aire (2017).
- Reflexión (2020).
- Paralelas (2023).
- La liberación (Banda sonora de la serie de Amazon Prime) (2025).

#### Sencillos
- Pocahontas (Barrio Lindo Remix) (2014). Pocahontas es una de las canciones que más les agrada interpretar.[3]
- Villancico (2019).
- En la lucha (2020). Esta canción es una oda respetuosa que hace referencia al saludo y su respuesta comúnmente escuchada entre la gente de Bogotá: - ¿Cómo está? - Bien, en la lucha.[6]
- Presente simple (2020).
- Al tiempo (2020) con Kevin Johansen.[6]
- Pueblito grande (2020). Referente al cambiante clima bogotano.[6][3]
- A la música (2020).
- Reflejo mío (2020). Inspirada en la geometría simétrica que se encuentra en las iglesias de Toledo, con estilo mudéjar.[6]
- Plañidera (2021) Con Andrea Echeverri y Aterciopelados. Tema que habla sobre el conflicto colombiano y cómo afecta a las mujeres.
- De curvo cuerpo (2022). Canción presentada el 8 de marzo, que habla sobre los estándares de belleza.[7]
- Señal de viento (2022).
- Como si fuera yo (2022) con Lido Pimienta.
- Las tres hermanas (2022) con De Juepuchas.
- Las aguas de Macondo (2023).
- Cien años (2024).
- Libéralo (2025) con La Muchacha.